# Ouster
Ouster — компания, занимающаяся лидарными технологиями, расположенная в Сан-Франциско, производит трёхмерные лидары высокого разрешения для использования в автономных транспортных средствах, робототехнике, беспилотных летательных аппаратах, картографии, горнодобывающей промышленности, обороне и многом другом. Датчики Ouster генерируют изображения, схожие с изображениями сделанными камерой, в инфракрасном диапазоне окружающей среды, с программно-ориентированным картографированием, что снижает потребность в высокоточных GPS-системах, одометрии или гироскопах.

## История
Ангус Пакала и Марк Фрихтл основали Ouster в 2015 году вместе с двумя другими бывшими однокурсниками Стэнфордского университета, после работы в компании Quanergy, специализирующейся на лазерном зондировании.
Компания Ouster запустила производство в декабре 2017 г., а в 2019 г. привлекла дополнительно 60 млн долл. для финансирования лидаров первого поколения, которое обошлось в 27 млн долл. Последний тур, который возглавил Runway Growth Capital при участии банка Кремниевой долины, Cox Enterprises, Constellation Tech Ventures, Fontinalis Partners, Carthona Capital и других компаний, принес компании в общей сложности 90 млн долл.

## Деятельность компании
Ouster одержала более 700 побед в области дизайна в 15 различных отраслях промышленности в 50 странах; в 2019 году компания расширила свой рынок в странах Европы и Азии, открыв новые офисы в Париже, Шанхае и Гонконге. Датчики Ouster установлены на роботах Postmates, передвигающиеся по тротуарам Лос-Анджелеса, на грузовиках Kodiak, курсирующие по магистралям Техаса, а также на беспилотных летательных аппаратах в рамках DARPA SubT в Пенсильвании в 2019 году.

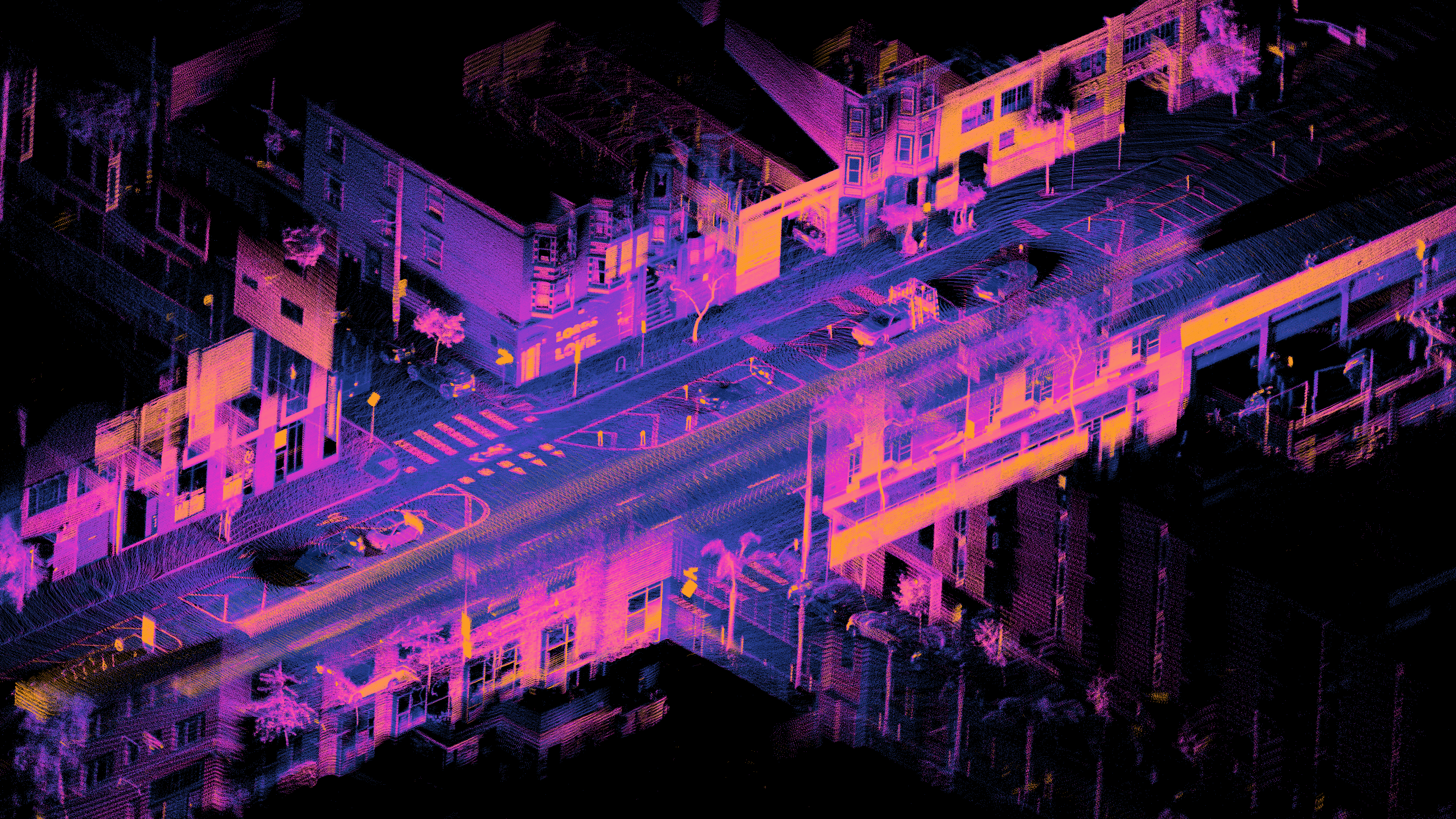
Облако точек, созданное из движущегося автомобиля с помощью одного лидара Ouster OS1.

Лидары OS1 от Ouster предоставляют автономному доставщику от Postmates возможность распознавать, классифицировать и анализировать свою окружающую среду.
В 2019 году Ouster была выбрана компанией Ike в качестве основного поставщика лидаров для их автоматизированных грузоперевозок. Также, Ouster сотрудничает с компанией Coast Autonomous, которая специализируется на производстве автономных пассажирских шаттлов и автономных грузовых автомобилей.
С 2019 года Ouster работает совместно с NVIDIA и Volvo Trucks над разработкой системы автономного вождения для коммерческого использования.
В 2020 году компания Ouster заключила партнёрское соглашение с китайской робототехнической компанией iDriverplus по поставке лидарных датчиков для автономных роботов-уборщиков. После того как Китай ввёл чрезвычайное положение из-за COVID-19, компании объединили свои силы для разработки роботов, оснащёнными лидарами OS1-64. Лидары от Ouster были установлены на верхней и фронтальной частях беспилотных машин для уборки и дезинфекции, что обеспечило трёхмерный мониторинг окружающей среды и более точное распознавание препятствий.

## Модели
| Наименование                        | OS0                         | OS1                         | OS2                         |
| ----------------------------------- | --------------------------- | --------------------------- | --------------------------- |
| Модель                              | 2-е поколение               | 2-е поколение               | 2-е поколение               |
| Анонсированно                       | Январь 2020                 | Январь 2020                 | Январь 2020                 |
| Кол-во лазеров                      | 32, 64 или 128              | 32, 64 или 128              | 32, 64 или 128              |
| Диапазон                            | 55 метров                   | 120 метров                  | 240 метров                  |
| Минимальный диапазон                | 0 метров                    | 0 метров                    | 0 метров                    |
| Точность                            | ±1,5 - 5 см                 | ±1,5 - 5 см                 | ±1,5 - 5 см                 |
| Поле обзора (по вертикали)          | 90°                         | 45°                         | 22,5°                       |
| Угловое разрешение (по вертикали)   | 0,7°                        | 0,35°                       | 0,18°                       |
| Поле обзора (по горизонтали)        | 360º                        | 360º                        | 360º                        |
| Угловое разрешение (по горизонтали) | 512, 1024 или 2048          | 512, 1024 или 2048          | 512, 1024 или 2048          |
| Частота вращения                    | 10 или 20 Гц                | 10 или 20 Гц                | 10 или 20 Гц                |
| Кол-во точек данных в секунду       | 2 621 440                   | 2 621 440                   | 2 621 440                   |
| Потребляемая мощность               | 14-20 W                     | 14-20 W                     | 18-24 W                     |
| Рабочее электрическое напряжение    | Номинальное напряжение 24 В | Номинальное напряжение 24 В | Номинальное напряжение 24 В |
| Вес                                 | 445 г                       | 455 г                       | 930 г                       |
| Диаметр                             | 85 мм                       | 85 мм                       | 119,6 мм                    |
| Высота (с крышкой)                  | 73,5 мм                     | 73,5 мм                     | 98,5 мм                     |

## Награды и призвания
- В 2020 году Ouster была удостоена награды CES Innovation Awards за лидар OS2-128 в категории "Интеллектуальные транспортные системы и транспортировка".[26][27]